# أحمد ولد الديد
هو الأمير أحمد بن محمد فال بن سيدي بن محمد لحبيب بن أعْمَر بن المختار بن الشرغي بن اعلي شنظورة (1881 - 30 أكتوبر 1944) ويُعرف الأمير أحمد بـ (ولد الدَّيْد) ومعناه بالفصحَى (ابْن الدَّيْد) وهي كنية صارت علَمًا له، يرجع نسب الأمير أحمد إلى قبيلة أولاد أحمد بن دمان وخاصة إلى بيت أهل محمد لحبيب الذي يمثل الفرع الثاني من ذرية الأمير اعلي شنظورة.

## أسرته

الأمير أحمد ولد الديد مع عائلته

ينتمي أحمد ولد الديد للبيت الأميري فوالده محمد فال ولد سيدي تولى الإمارة بعد قتله لعمه الأمير اعلي ولد محمد لحبيب، أما جده سيدي ولد محمد لحبيب فكان أميرا هو الآخر حيث تولى الإمارة من سنة 1860 حتى 1871.
أم أحمد ولد الديد تنتمي إلى قبيلة «أولاد اللب»، وتجمعه رحم من جهة جده من الأم بقبيلة «الكرع» وهي إحدى القبائل العربية المتمركز في الشمال الموريتاني.

## لقب «ولد الدَّيْدْ»
عرف هذا الأمير باسم («ولد الدَّيْدْ») ومعناه بالفصحى (ابْن الدَّيْد) وهي كُنية كان يُعرف بها، وأصلُها أن الدَّيْدْ امرأة من أتباع الأسرة الأميرية، وكانت هذه المرأة ظئرا لأحمد بن سيدي بن محمد لحبيب عمِّ الأمير أحمد ولد الديد الذي سُمّيَ به، فصار يُنسب إليها لأنها أرضعته، ولمّا سُمّي ابن الأخ بعمّه لُقّب أيضا بلقبه، والتلقيب بنسبة الأعيان إلى حواضنهم ومرضعاتهم عادة كانت مألوفة في مجتمعات البيضان: أن يُضاف اسم الرضيع إلى مُرضعته أو حاضنته وقد يصير ذلك علَمًا عليه لا يُعرف إلا به، ولم يحدُث قط أن كان ذلك مؤثرا على انتسابه الحقيقي لبيت أهله، لأن المنسوب إليه غالبا يكون أدنى مكانة من المنسوب، ففي النسبة إليه تشريف للمرضع أو الحاضنة ولا يتجاوز الأمر أن يكون لقبا فقط.

## مولده ونشأته
ولد الأمير أحمد ولد الديد سنة 1881، وهي فترة لم تعرف إمارة الترارزة مثيلا لها فقد تكالبت أعداء الإمارة عليها وانتشر اغتيال الأمراء وعم الصراع بين الأشقاء...
وقد أرسل ولد الديد وهو في المهد إلى منطقتي إينشيري فرارا به من شر الأعداء المتربصين بأهل بيته فنشأ وشب في كفالة أخواله من قبيلتي أولاد اللب والكرع، وقد تدرب منذ الصغر على قيم الفروسية فتفتقت مواهبه بسرعة وأبان عن قدرة خارقة على الصبر والتحمل.

## أخذه للثأر من قاتلي والده

### مقتل والده
تأمر والد «ولد الديد» محمد فال ولد سيدي ولبس سروال الإمارة بعد قتل اعلي ولد محمد لحبيب لكن تزامنا مع ذلك لبس عمه أعمر سالم السروال أيضا فتنازع السلطة أميران وكانت بينهم أيام منها يوم «ابدكُّوتْ» ويوم «مشرع ابيليل» ويوم «انبطانْ» وبعدها جنحا للسلم فتنازل محمد فال لعمه أعمر سالم..
بعد ذلك بمدة وتحديدا سنة 1887 قًتل محمد فال ولد سيدي من طرف ابن عمه أحمد سالم ولد اعلي المعروف بـ «بياده» انتقاما لوالده إعلي

### أيام «ولد الديد» مع بياده
كان الأمير لحظة مقتل والده مع أخواله في الشمال، وحين أعلمه أخوه من أبيه سيدي ولد سيدي نبأ اغتيال والدهما محمد فال جمع رجاله وقرب راحلته وغادر أرض أخواله نهائيا وجد في السير في طريقه إلى أرض الترارزة، فاتحا بذلك صفحة جديدة في حياته..
واجه أحمد للديد بيادة فكان أول أيامهم يوم «المصران» سنة 1900 وولد الديد إذاك ابن ثمانية عشر حولا، فأثخن جند بيادة وقتل أخاه «سيدي چو» ثم كان يوم «اتويدرمي العرية» ثم كان يوم «انبيگدَّه» الذي قتل فيه زعيم أولاد ساسي من أولاد دامان محمد لوليد ولد أمبارك المشهور بالبأس ثم كان يوم «جيگينه» ثم يوم «سهوت الماء» ثم يوم «اخريبكه»...
ثم كانت الوقعة المشهورة والمعروفة ب «شويطره» يوم 7 أغسطس 1902 ومات فيها 27 من جانب ولد الديد بين أولاد أحمد من دامان وأهل عتام و 50 من جانب بياده بين أولاد البوعليه وزنبتي وأولاد بنيوك وأولاد بو اعلِي واحراطين الدخن وايجگبابه.

### اغتياله لبياده
بعد دخول المستعمر الفرنسي لموريتانيا ومحاولة كابولاني التوغل وبسط الإستعمار أكثر رحل الأمير بياده شمالا ونزل على أولاد بسباع ثم جمع الناس عند منهل «انْواكلْ» شمال بوتلميت لقطع خط الإمداد والتموين على الفرنسسن..
وصل أحمد ولد الديد إلى «انواكل» سنة 1905 وخطط مع أحد أعوانه أن يفتعل معركة عند البئر عندها سيصل بيادة لفض النزاع، وحين برز بياده اخترط ولد الديد رصاصة اخترقت قلبه وخرجت من ابطه فسقط صريعا، ثم قتل بعد ذلك أخاه أعمر ولد اعلي ليُنهي بذلك أمر الثأر من قاتلي أبيه.

## نزاعه الإمارة معأحمد سالم ولد إبراهيم السالم
بعد اغتيال بيادة قام أحمد سالم ولد إبراهيم السالم بالاستيلاء على طبل الإمارة وحمله إلى أهل الشيخ سعدبوه خوفا من حدوث فراغ في منصب الإمير، فاجتمعت عليه أنصار بياده وتم تنصيبه أميرا لكن أحمد ولد الديد لم يعترف بهذا الواقع الجديد وكانت له مع أحمد سالم أيام أشهرها يوم تنيدر..

## مقاومته للاستعمار
بعد استتباب الأمور لصالح الأمير أحمد سالم ولد إبراهيم السالم المدعوم من طرف المستعمر الفرنسي، اتجه ولد الديد إلى الشمال ونظم المقاومة ومكث مدة من الزمن يقاوم الفرنسيين وكانت له معهم أيام مشهودة معلومة أشهرها يوم لكويشيش

### يوم لكويشيش
وقعت معركة «لكويشيش» في 28 نوفمبر سنة 1908 م، وسببها أن أحمد ولد الديد ورجاله شنوا غارة في منطقة المذرذرة وغنموا غنيمة كبيرة على المستعمر الفرنسي وانسحبوا إلى جهة الشمال متخذين من سهل آفطوط الساحلي ملاذا آمنا لهم، وعندما وصل الخبر الملازم جان رابول خرج بنفسه على رأس مفرزة من الفرسان وعسكروا مساء 27 نوفمبر في ضواحي معدن الملح المسمي «انتيررت» وقد وصلهم نبأ يفيد أن ولد الديد ورجاله قد وردوا ماء لكويشيش لسقي ماشيتهم...
أما ولد الديد فقد انسحب إلى جهة الغرب بعد أن علم بأمر الفرنسيين وتمكن بفضل موقعه الاستراتيجي حيث كانت تستره أشجار الطرفاء من رؤية العدو وهو يزحف نحوه على طول منطقة لكويشيش بمحاذاة آفطوط إلى جهة الغرب فحدد بدقة المواقع القتالية لأعدائه الذين كانوا يسعون إلى محاصرته من جهتي الجنوب والشمال.
تمكن ولد الديد ورجاله بواسطة أسلحتهم النارية التقليدية من منع زحف المهاجمين ولم يلبث أن قتل رقيب فرنسي واحتدم القتال بين الفئيتين وماهي إلا ساعات حتى انجلت المعركة عن نصر باهر للمقاومين وهزيمة ساحقة للحامية الفرنسية حيث قتل قائدها بالإضافة إلى مقتل خمسين بين الجنود السينغاليين والمجندين البيظان، وغنموا جميع ماكان عند الكتيبة الفرنسية من الخيل وخمس عشرة بندقية، واستشهد من جيش ولد الديد أربعة.

### بروتوكول السلام يناير 1910
بعد بذل الكثير من الجهود الدبلوماسية، وقع أحمد ولد الديد بنفسه ابروتكول سلام مع الفرنسيين برعاية الشيخ سيديا باب في شهر يناير من سنة 1910م بمدينة بوتلميت، وتقاسم السلطة بالسوية مع الأمير أحمد سالم ولد إبراهيم السالم

## إمارته
تولى أحمد ولد الديد الإمارة بعد موت الأمير أحمد سالم ولد إبراهيم السالم سنة 1930 وظل أميرا حتى وفاته

## وفاته
توفي الأمير أحمد ولد الديد بعد حياة مضطربة ومليئة بالمغامرات والأحداث عن عمر ناهز ثلاثا وستين سنة وذلك يوم 30 أكتوبر 1944 بعد مرض ألم به، وقد انتشر الخبر بسرعة وتناقله الناس من حي إلى حي، وقد أثار رحيل هذا الأمير الشهم ألما وحزنا في نفوس الكثيرين.